# Leopold Engel
Leopold Engel (né le 19 avril 1858 et mort le 8 novembre 1931) était un écrivain russe et un occultiste.

## Biographie
Leopold Engel est né à Saint-Pétersbourg, en Russie. Son père était Karl Dietrich Engel (1824-1913), qui était violoniste. 

## Carrière
Léopold Engel est allé en Allemagne, pour finalement s'installer à Dresde, où il a beaucoup écrit sur la légende de Faust. Il est devenu un adepte de l’occultiste Jakob Lorber (1800-1864) et a suivi ses travaux. Entré dans l'Ordre martiniste, il devient Grand inspecteur de l'ordre pour Berlin.